# Framerville-Rainecourt
Framerville-Rainecourt település Franciaországban, Somme megyében. Lakosainak száma 447 fő (2022. január 1.). Framerville-Rainecourt Chuignes, Chuignolles, Harbonnières, Herleville, Lihons, Proyart és Vauvillers községekkel határos.

## Népesség
A település népességének változása:
| Lakosok száma | 480  | 468  | 465  | 461  | 462  | 459  | 455  | 451  | 447  |
|               | 2013 | 2015 | 2016 | 2017 | 2018 | 2019 | 2020 | 2021 | 2022 |